# Frischwasserspeicher
Ein Frischwasserspeicher im Bereich der Heizungstechnik ist ein Pufferspeicher, der über ein integriertes, langes (gewendeltes) Rohr als Wärmeübertrager zur Erwärmung von kaltem Wasser verfügt.
Der Speicher enthält Heizungswasser. Das zulaufende Frischwasser (zumeist Trinkwasser) kann über den eingebauten Rohrwendel-Wärmeübertrager nach dem Prinzip eines Durchlauferhitzers erwärmt werden. Der Wärmeübergang an der Außenseite des Rohrwendel-Wärmeübertragers erfolgt in der Regel über freie Konvektion. Dadurch kann die Komplexität des Systems reduziert werden. Diese Komplexitätsreduktion ist jedoch gleichzeitig die Ursache des größten Nachteils des Frischwasserspeichers: Etwaige Schichtungen werden durch Konvektionsströmungen durchmischt. Exergie, die sinnvoll nutzbare Energiemenge, wird vernichtet. Die Temperaturspreizung des Speichers und damit das Speichervolumen nehmen ab. In der Folge sind Frischwasserspeicher in der Realität kaum zur Zwischenspeicherung von Wärme verwendbar. Weiterhin sind die resultierenden hohen Rücklauftemperaturen ursächlich für schlechte Wirkungsgrade der Wärmeerzeuger.
Das Speichervolumen sowie die Länge und der Aufbau des Wärmetauscherrohrs sind entscheidend für die sogenannte Schüttleistung eines Frischwasserspeichers, d. h. die Menge des heißen Wassers, die er liefern kann, bis der Wärmevorrat nicht mehr ausreichend groß ist.
Der Begriff „Frischwasserspeicher“ ist irreführend, da er suggeriert, dass das Frischwasser gespeichert wird, was ja gerade nicht der Fall ist. Gemeint ist, dass sich im Speicher kein ruhendes Betriebswasser befindet, sondern das zulaufende Wasser vielmehr den Speicher umgehend, also frisch, wieder verlässt. Der Behälter speichert stattdessen die Wärmeenergie zum Erhitzen des Frischwassers.
Alternativ kann das Heizungswasser aus dem Pufferspeicher oder direkt aus dem Heizkreislauf zu einem externen Plattenwärmeübertrager geführt werden, in dem dann das Trinkwasser ebenfalls nach dem Prinzip eines Durchlauferhitzers erwärmt wird. Dieser Plattenwärmetauscher wird dann als Frischwasserstation bezeichnet.
Frischwasserspeicher senken ebenso wie Frischwasserstationen die Gefahr der Legionellenbildung, da im Gegensatz zu einem Kombispeicher kein ruhendes (stagnierendes) Wasser auftritt, in dem sich die Bakterien vermehren können.